# MFK Nová Dubnica
MFK Nová Dubnica là một câu lạc bộ bóng đá Slovakia, đến từ thị trấn Nová Dubnica.

## Màu sắc
Màu sắc của câu lạc bộ là đỏ và trắng.